# Presunta assassina
Presunta assassina (Mesmerized) è un film del 1985 diretto da Michael Laughlin con Jodie Foster e John Lithgow.

## Trama
Nuova Zelanda di fine ottocento: Victoria, una giovane donna, sposa un uomo più maturo di lei, ma la possessività dell'uomo incrinerà il loro matrimonio alzando tra loro un muro di incomunicabilità. Victoria troverà conforto nell'amore di un altro uomo.